# MFF Football Centre
MFF Football Centre (Mongolian Football Federation Football Centre) är en fotbollsarena med konstgräs i Ulan Bator i Mongoliet. Arenan har kapacitet för 5 000 personer och har varit hemmaarena för mongoliska fotbollslandslaget under bland annat kvalet till VM i Qatar 2022. Arenan öppnades den 24 oktober 2002.